# Beat Grögli
Beat Grögli (Wil, 20 settembre 1970) è un vescovo cattolico svizzero.

## Biografia
Beat Grögli è nato il 20 settembre 1970 a Wil, nel Canton San Gallo, primogenito di tre figli.
Ha frequentato la scuola primaria e secondaria a Wil e poi ha trascorso tre anni come membro interno presso il liceo Untere Waid di Mörschwil. Nel 1991 si è diplomato al liceo Friedberg di Gossau. Dal 1991 al 1992 ha svolto un tirocinio presso una struttura socioeducativa per bambini e ragazzi a Lucerna e successivamente ha studiato filosofia e teologia presso le università di Friburgo, di Vienna e di Innsbruck dal 1992 al 1997, e in seguito ha studiato psicologia presso la Pontificia Università Gregoriana dal 2003 al 2006.
È stato ordinato presbitero il 16 agosto 1998 dal vescovo Ivo Fürer, incardinandosi nella diocesi di San Gallo.
Dopo l'ordinazione sacerdotale è stato vicario parrocchiale della chiesa di Sant'Otmar dal 1998 al 2003, poi cappellano della chiesa dei Santi Pietro e Paolo a Rotmonten, un quartiere del distretto est di San Gallo e del santuario della Santa Croce, sempre a San Gallo, dal 2006 al 2013. Nel 2013 è stato nominato parroco della cattedrale di San Gallo e nel 2018 è diventato decano del decanato di San Gallo.
Il 20 maggio 2025 è stato eletto vescovo di San Gallo. Papa Leone XIV ha confermato la scelta, nominandolo ufficialmente il 22 maggio successivo.
Ha ricevuto l'ordinazione episcopale il 5 luglio successivo per imposizione delle mani del suo predecessore, il vescovo emerito Markus Büchel. Durante la stessa celebrazione ha preso possesso della sede.

## Genealogia episcopale
La genealogia episcopale è:
- Cardinale Scipione Rebiba
- Cardinale Giulio Antonio Santori
- Cardinale Girolamo Bernerio, O.P.
- Vescovo Claudio Rangoni
- Arcivescovo Wawrzyniec Gembicki
- Arcivescovo Jan Wężyk
- Vescovo Piotr Gembicki
- Vescovo Jan Gembicki
- Vescovo Bonawentura Madaliński
- Vescovo Jan Małachowski
- Arcivescovo Stanisław Szembek
- Vescovo Felicjan Konstanty Szaniawski
- Vescovo Andrzej Stanisław Załuski
- Arcivescovo Adam Ignacy Komorowski
- Arcivescovo Władysław Aleksander Łubieński
- Vescovo Andrzej Stanisław Młodziejowski
- Arcivescovo Kasper Kazimierz Cieciszowski
- Vescovo Franciszek Borgiasz Mackiewicz
- Vescovo Michał Piwnicki
- Arcivescovo Ignacy Ludwik Pawłowski
- Arcivescovo Kazimierz Roch Dmochowski
- Arcivescovo Wacław Żyliński
- Vescovo Aleksander Kazimierz Bereśniewicz
- Arcivescovo Szymon Marcin Kozłowski
- Vescovo Mečislovas Leonardas Paliulionis
- Arcivescovo Bolesław Hieronim Kłopotowski
- Arcivescovo Jerzy Józef Elizeusz Szembek
- Vescovo Stanisław Kazimierz Zdzitowiecki
- Cardinale Aleksander Kakowski
- Papa Pio XI
- Cardinale Alfredo Ildefonso Schuster, O.S.B.
- Cardinale Gustavo Testa
- Vescovo Joseph Hasler
- Vescovo Otmar Mäder
- Vescovo Ivo Fürer
- Vescovo Markus Büchel
- Vescovo Beat Grögli